# Richard G. Scott
Richard Gordon Scott, né le 7 novembre 1928 et mort le 22 septembre 2015, est un ingénieur nucléaire américain et un membre du Collège des Douze Apôtres de l’Église de Jésus-Christ des saints des derniers jours depuis le 6 octobre 1988.

## Vie personnelle

### Jeunesse
Richard Gordon Scott est né le 7 novembre 1928 à Pocatello, Idaho, de Kenneth Leroy Scott et Mary Eliza Whittle. Son père, Kenneth Scott, fut assistant au Secrétaire de l’Agriculture dans l’administration de Dwight D. Eisenhower.
Richard G. Scott est diplômé de l’Université George Washington avec un baccalauréat ès sciences en génie mécanique. Il a été appelé à servir dans la mission de Montevideo Uruguay. Il a épousé au Temple de Manti, Utah, Jeanene Watkins, diplômée en sociologie. Ils eurent sept enfants.

### Carrière
À son retour d'Uruguay, il travailla à la conception du réacteur nucléaire du Nautilus, premier sous-marin à propulsion nucléaire de la US Navy. Il étudia l'équivalent d'un doctorat en génie nucléaire à l'Oak Ridge National Laboratory dans le Tennessee. Il a également travaillé sur le développement des premières installations commerciales à base de centrales nucléaires. Il travaillait avec l'amiral Rickover jusqu'en 1965 quand il fut appelé à présider la mission de l’Église de Córdoba, Argentine, avec sa femme et sa famille qui l'accompagnait. Un de ses missionnaires était de D. Todd Christofferson, qui allait plus tard être appelé à servir dans le Collège des Douze Apôtres avec Richard G. Scott.
À son second retour d'Argentine, R. G. Scott s'est joint aux autres membres du personnel de Rickover qui avait un cabinet de conseil en ingénierie nucléaire, travaillant en dehors de Washington, DC. Il y resta jusqu'à son appel en tant que Autorité Générale de l'Église en 1977.

## Service dans l’Église
R. G. Scott a une vaste expérience de service à l'église et dans des rôles de dirigeant. En dehors de ses 31 mois dans la mission d’Uruguay, il a servi de Président de Pieu greffier et comme conseiller dans une Présidence de Pieu avant qu'il ne soit appelé à présider la Mission de Nord Argentine en 1965, où il resta jusqu'en 1969. Il servit ensuite comme représentant régional de Douze en Uruguay, Paraguay, Caroline du Nord, Caroline du Sud, Virginie et Washington, D.C. Il a été appelé comme Autorité Générale en avril 1977 pour servir dans le Collège des Soixante-Dix. En 1983, il a été appelé dans la Présidence des Soixante-Dix
et le 1er octobre 1988, il a été appelé à servir au Collège des Douze Apôtres après la mort du Président du Collège des Douze, Marion G. Romney. En tant que Soixante-Dix, Scott servit en tant directeur général du Département généalogique et Administrateur exécutif de l’Église pour le Mexique du Sud et l’Amérique centrale

## Distinctions
R.G. Scott reçut en 2008 un doctorat honorifique de service chrétien de l'université Brigham Young.

## Publications
R. G. Scott est un orateur régulier aux « coins du feu » et aux conférences générales de l'Église.
En 2007, R. G. Scott écrivit Finding Peace, Happiness and Joy (Trouver paix, bonheur et joie) son premier livre écrit en tant qu’Apôtre. Il traite de nombreux thèmes contenus dans ses discours tels que se repentir et trouver le bonheur par l’expiation de Jésus-Christ.
Quelques-uns de ses discours donnés lors des conférences générales sont :
- Guérir les conséquences désastreuses des sévices[4]
- La Vérité, fondement de bonnes décisions[5]
- Jésus Christ, notre rédempteur[6]